# 核酸三级结构
核酸三级结构是核酸聚合物的三维形状。 RNA和DNA分子具有从分子识别到催化的各种功能。 这些功能需要精确的三维三级结构。 虽然这种结构多样且看似复杂，但它们由重复的，易于识别的三级结构基序组成，用作分子构建模块。 RNA和DNA三级结构的一些最常见的基序如下所述，但该信息基于有限数量的解析结构。

## 螺旋结构

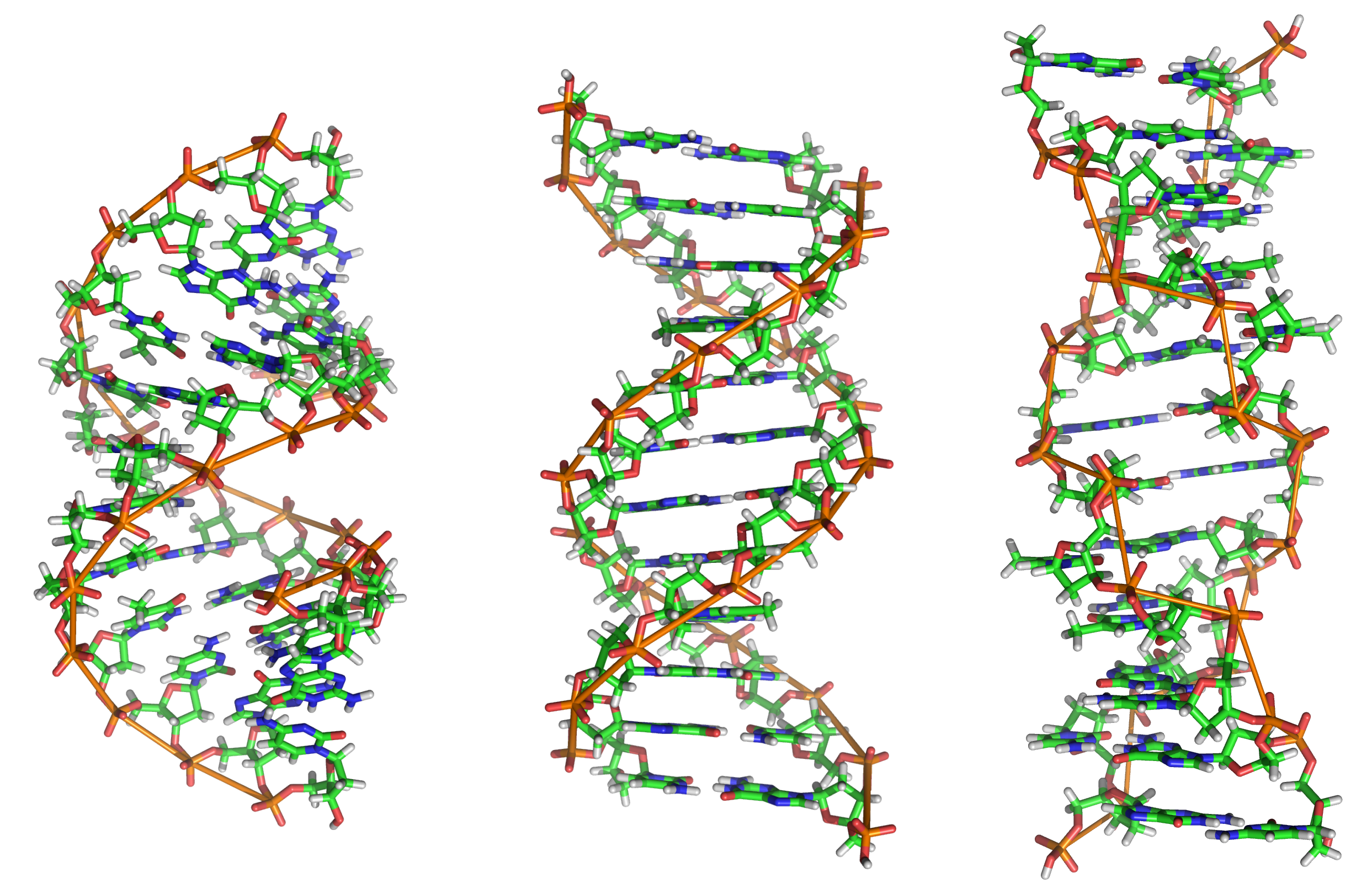
A-，B-和Z-DNA双螺旋结构的结构。

### 双螺旋
双螺旋是生物DNA的主要三级结构，也是RNA的可能结构。据信在自然界中发现了三种DNA构象，即A-DNA，B-DNA，和Z-DNA。 詹姆斯·杜威·沃森(James D. Watson)和弗朗西斯·克里克(Francis Crick)描述的“B”形式被认为在细胞中占主导地位。詹姆斯·D·沃森和弗朗西斯·克里克将这种结构描述为半径为10Å且间距为34Å的双螺旋，每隔10 bp序列绕其轴旋转一圈。双螺旋在溶液中每10.4-10.5碱基对围绕其轴旋转一圈。这种扭曲频率（称为螺旋节距）很大程度上取决于每个基座对链中的邻居施加的堆叠力。双螺旋RNA采用类似于A型结构的构象。
其他构造是可能的;事实上，现在只有字母F，Q，U，V和Y可用于描述将来可能出现的任何新的DNA结构。然而，大多数这些形式是合成产生的，并且在天然存在的生物系统中未观察到。

### 主要的和次要的凹槽三联体
次要的凹槽三股螺旋是普遍存在的RNA结构基序。 因为与次要的凹槽的相互作用通常由核糖的2'-OH介导，所以这种RNA基序看起来与其DNA等同物非常不同。 次要的凹槽三股螺旋的最常见的例子是A-次要基序，或腺苷碱基插入次要的凹槽（见上文）。 然而，该基序不限于腺苷，因为还观察到其他核碱基与RNA次要的凹槽相互作用。
次要的凹槽为插入的底座提供了近乎完美的补充。 这允许最佳的范德华接触，广泛的氢键的和疏水的表面埋藏，并产生高能量有利的相互作用。 因为次要的凹槽三元组能够稳定地包装自由环和螺旋，它们是大核糖核苷酸结构中的关键元件，包括I组内含子， II组内含子，和核糖体。
尽管标准A型RNA的主要的凹槽相当窄，因此与次要的凹槽相比，三重相互作用的可用性较小，但在几种RNA结构中可观察到主要的凹槽三重相互作用。 这些结构由碱基对和Hoogsteen相互作用的几种组合组成。 例如，在50S核糖体中观察到的GGC三联体（GGC氨基（N-2）-N-7，亚氨基 - 羰基，羰基 - 氨基（N-4）; 沃森-克里克），由沃森-克里克型GC组成 配对和进入的G，其形成在规范配对中涉及的两个碱基之间的氢键相互作用的伪Hoogsteen网络。其他值得注意的主要的凹槽三联体的例子包括（i）左图中所示的II族内含子的催化核心[6]，（ii）在人类的端粒酶RNA組分中观察到的催化必需的三股螺旋，和（iii）SAM -II riboswitch。
来自Hoogsteen的三股螺旋DNA也可能在B型DNA的主要沟槽中逆转Hoogsteen氢键。

### 四联体
除了双股螺旋和上述三股螺旋之外，RNA和DNA也可以形成四股螺旋的四联体。 RNA碱基四联体有多种结构。 通过Hoogsteen氢键，四个连续的鸟嘌呤残基可在RNA中形成四股螺旋，形成“Hoogsteen环”（见图）。 G-C和A-U对也可以形成碱基四联体，其中沃森-克里克(Watson-Crick)配对和次要的凹槽中的非规范配对的组合。
孔雀石绿色的适体的核心也是一种具有不同氢键模式的碱基四联体（见图）.。 四联体可以连续重复几次，产生非常稳定的结构。

## 参阅
- 莖環
- 假結結構
- 核酸结构预测（英语：Nucleic acid structure prediction）
- 碱基对
- 胡斯坦碱基对
- 搖擺鹼基對
- 核糖开关
- 核酶
- 转运核糖核酸
- G-四聯體